# Bielerhöhe
Bielerhoehe forbinder Montafon i Vorarlberg med Paznaun i Tyrol. Passet ligger i 2.037 m.o.h. lige nord for dæmningssøen Silvretta Stausee og befinder sig fuldt ud i Vorarlberg. Bielerhöhe er det højeste tilgængelige punkt på betalingsvejen Silvretta Hochalpenstraße, som er lukket for normal trafik om vinteren (november til april) fordi passet ligger så udsat. Passet kan i de tilfælde dog nås fra Partenen (Vorarlberg) via en svævebane og en tunnel drevet af Vorarlberger Illwerke AG, hvor det sidste stykke ad den normale vej betjenes af en taxiservice.

## Geografi

### Placering og landskab
Bielerhöhe ligger på vandskellet mellem Rhinen og Donau. Passet selv er placeret i Vorarlberg, mens delstatsgrænsen er længere mod øst ved Zeinisjoch.
Dominerende på Bielerhöhe er Silvretta Stausee, som blev skabt ved at oversvømme den nederste del af Ochsental og for at styre vandstrømmen af floden. Samtidig trak man således vandet ud af den øvre del af Ochsental. Søen er sikret i begge retninger med dæmninger. Den oprindelige Bielerhöhe er også forsvundet under dæmningsøen.
Nord for Bielerhöhe er Bielerspitze, syd for befinder sig Hohes Rad og to bjergtinder Lobspizen, hvor man kan ane massivet Piz Buin-massivet mellem dem.

### Bebyggelse på Bielerhöhe
På passet befinder sig kroer og hoteller, samt Madlenerhaus, som huser Deutscher Alpenverein, og Silvretta-Hütte, der drives af miljøorganisationen Vorarlberger Naturfreunde. Kapellet Barbarakapelle auf der Bielerhöhe blev blandt andet bygget for at mindes byggearbejdere, der døde i forbindelse med konstruktionen af dæmningen.

## Udvikling

### Silvrettasee
På passets højeste punkt opstod Silvretta-Stausee, som er Ill-kraftværkernes højeste dæmningssø. Ill udspringer syd for passet, men i og med Bielerhöhe er lige præcis på vandskellet mellem Rhinen og Donau, flød vandet til tider mod øst i floden Inn. Dænningssøen sørgede for, at afvandingen udelukkende foregik i Ill.
Oprindeligt var dæmningssøen udelukkende for udvinding af vandkraft, men søen har udviklet sig til et populært turistmål. Søen er også populær blandt fiskere. . Man har, som noget helt særligt, kunnet tage på rundtur på søen med motorbod, Europas eneste regulære motorbådstrafik i en højde på over 2.000 m over havoverfladen.

### Silvretta Hochalpenstraße
Silvretta Hochalpenstraße mellem Partenen og Galtür blev bygget af bygherrerne bag kraftværket i 1953. Oprindeligt var det kun ment som en tilfartsvej til byggeriet, men er i dag en betalingspligtig del af B188 Paznauner Straße/Montafoner Straße Pians – Bludenz. Bygherrerne havde ikke forudset denne turistmæssige interesse, idet passet i transitmæssig forstand i bund og grund er uinteressant.
Vestrampen stiger på kun tre km i fugleflugtslinje 700 meter mod Vermuntstausee. Dette blev gjort muligt ved at lave 25 hårnålesving på ni kilometers længde. Fra dæmningsmuren af Vermuntstausee kan passet herefter nås forholdsvis nemt. Østrampen blev i modsætning til Vestrampen bygget uden hårnålesving, og derfor er også meget lettere at navigere.

### Skiområdet Silvretta-Bielerhöhe
På Bielerhöhe befinder sig også et lille skiområde.  Området er snarere udlagt til afslapning, idet det kun har en kort øvelseslift, og nogle få kilometer med løjper. Selvom Silvrettastraße er lukket om vinteren, er skiområdet tilgængelig via Vermuntbahn Partenen-"Tromenier", og derfra med bus gennem de gamle, vintersikre tunneller og forbi Vermuntsee op på Bielehöhe. Man kan fra Galtür foretage såkaldt Pistenbulli-Jöring (hvor man på ski trækkes efter et særligt fartøj) op på passet.
Hele oplandet, som strækker sig ind i det centrale og nordlige Silvretta er det største skitouring-område i Vorarlberg. Overnatningsstederne er et specifikt målrettet til Skitouring, hvor man udover indkvartering også har omklædningsfaciliteter og garderobeskabe til dagsture. I resten af Østrig er skitouring ellers ikke så velset.